# (4571) Grumiaux
(4571) Grumiaux (1985 RY3) – planetoida z pasa głównego asteroid okrążająca Słońce w ciągu 5,65 lat w średniej odległości 3,17 j.a. Odkryta 8 września 1985 roku.